# Pilisvörösvári Német Nemzetiségi Táncegyüttes
Pilisvörösvári Német Nemzetiségi Táncegyüttes Közhasznú Egyesület (1954-)

## A kezdetek

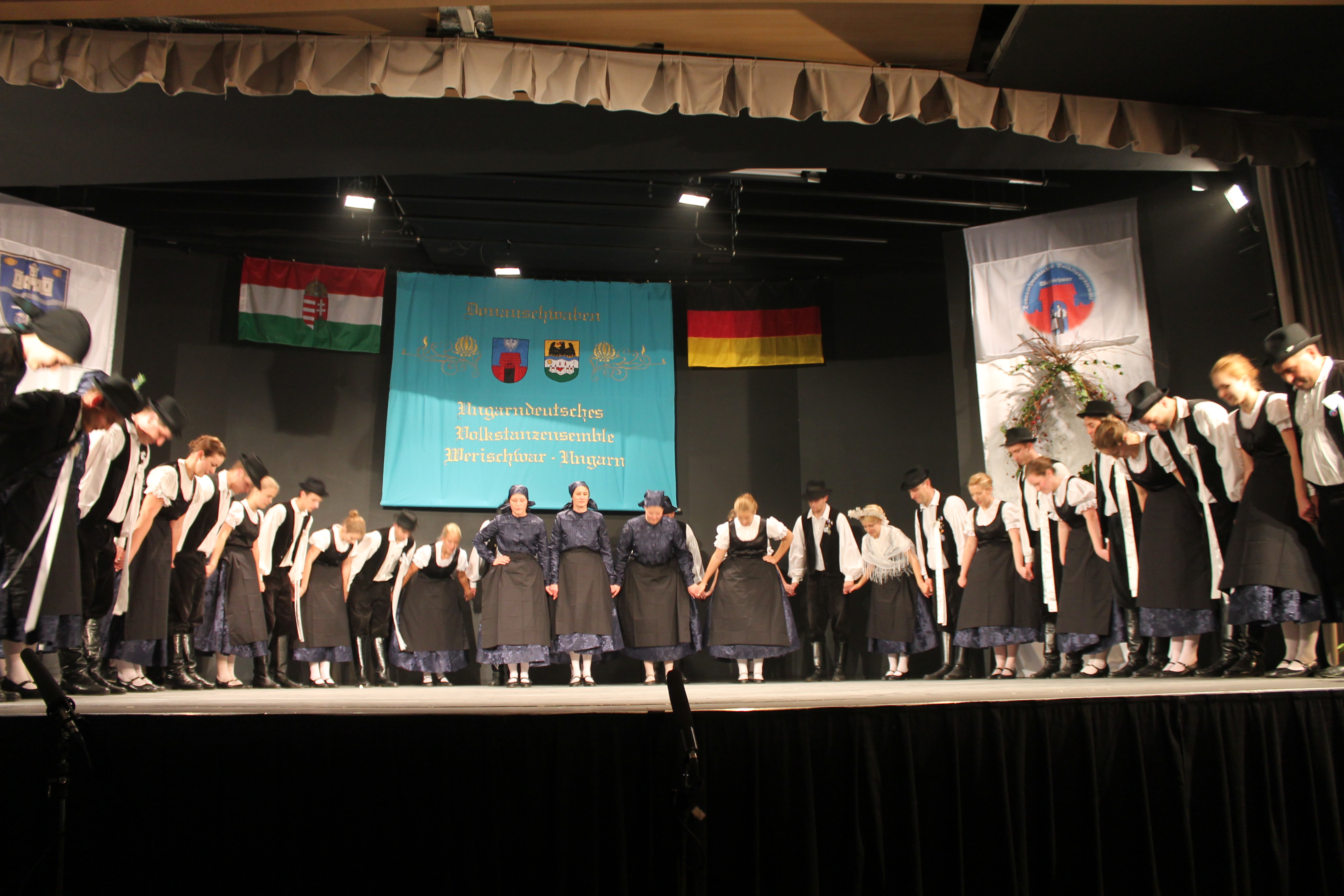
Az együttes a 60. évfordulón

A Pilisvörösvári Német Nemzetiségi Táncegyüttes 1954. szeptember 1-jén alakult meg Krasznai Károly kultúrházigazgató kezdeményezésére. Ennek előzménye, ösztönzője a Csolnoki Német Nemzetiségi Tánccsoport kultúrházbeli fellépése volt, amelynek hatására a pilisvörösvári színjátszó csoport betanult és előadott egy-két egyszerűbb koreográfiát. A táncokat Vajda Imréné tanította be, a zenét Váradi Nándor szolgáltatta tangóharmonikán. 
A Német Szövetség támogatta a kezdeményezést és buzdította vörösváriakat a folytatásra, a csoport hivatalossá tételére. A helyi párt- és állami szervek is egyetértettek ezzel. A szervezési feladatokat Krasznai Károly látta el, a koreográfus Vajda Imréné, a zenei vezető Hidas György lett. Ő kísérte tangóharmonikán a táncosokat és a dalokat is ő tanította be. Ebben a korai időszakban igen nagy szerepe volt abban, hogy a tánccsoport ismertté és népszerűvé vált, tagsága egyre gyarapodott.
Az együttes 1955 tavaszán vendégszereplésre indult Tolna megyébe, decemberben pedig fellépett a Magyar Néphadsereg Színházában (1951 és 1961 között ez volt a neve a Vígszínháznak). 1956-ban Hidas György megkapta a „Szocialista Kultúráért” érdemérmet.
1957-től 1958-ig Tímár Sándor volt az együttes koreográfusa, aki az 1960-as évek elején is vissza-visszatért egy-egy próbára.
1962-től Lányi Ágoston vette át a szakmai munkát. Ez idő tájt indult az együttes az első külföldi fellépésekre Ausztriába, az akkori NDK-ba, illetve NSZK-ba. Ezekre az utakra az együttest mindig elkísérte Wild Frigyes, a Német Szövetség főtitkára vagy Kiss Gáborné, aki vállalta a szervezési feladatokat.
1976-ban az együttes nívódíjat kapott.

## A Wenczl-korszak

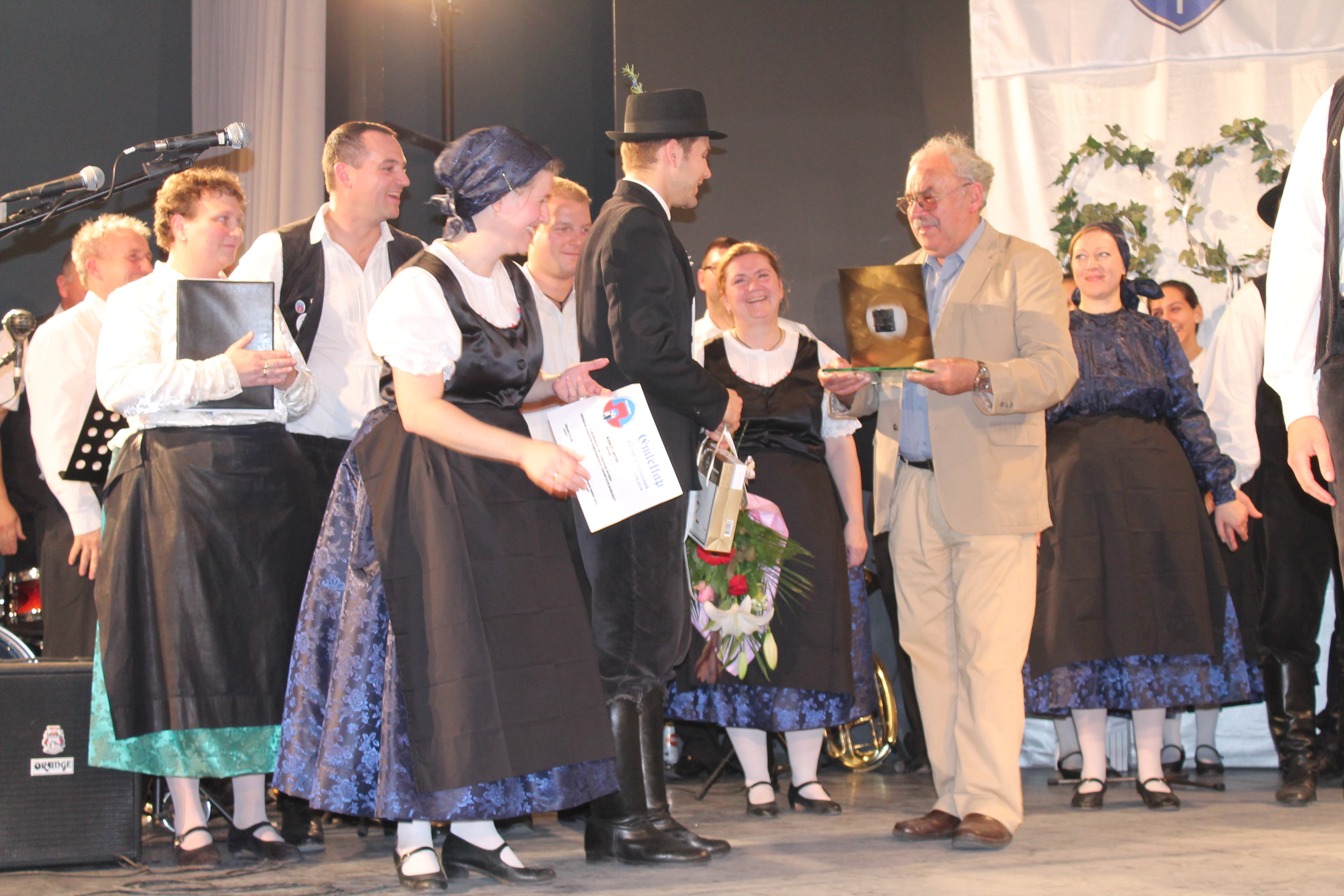
Wenczl József köszöntése a 60. évfordulón

1969-től az együttes egyik tehetséges táncosa, Wenczl József vállalta a gyermekcsoport megalakítását. 1978-tól a felnőtt csoport vezetését is ő vette át. Ettől kezdve az együttes legnagyobb részt az ő koreográfiáit adta elő. Az együttes egyre ismertebb és népszerűbb lett mind Magyarországon, mind Európában. (Az egyik legnagyobb sikerüket 1982-ben aratták a hesseni tartományi fesztiválon. A közönség szó szerint tombolva fogadta a vörösvári táncosok fellépését.)
1980-ban az együttes ismételten nívódíjat kapott a nagykátai megyei néptáncfesztiválon.
1981-ben az együttes harmadszor is megnyerte a soproni néptáncfesztivált, így végleg hozzájuk került a vándordíj, ami igen jelentős szakmai elismerésnek számított.
1984-ben ismét nívódíjat kapott az együttes.
1984-től kezdve az együttes állandó zenekara a Bravi Buam lett, de gyakran kísérte a táncosokat a Pilisvörösvári Német Nemzetiségi Fúvószenekar is.
1987-ben a Kulturális Minisztérium a „Kiváló Együttes” címet adományozta a táncegyüttesnek.
1989-ben újabb nívódíjat kapott az együttes.
Az 1990-es évekre a táncegyüttes létszáma 100 fölé emelkedett.
1993-tól a Schwäbische Jungs lett az állandó zenekaruk. 
Az 1990-es években az együttes a tengerentúlra is eljutott. 1993-ban meghívást kapott az Amerikai Egyesült Államokba, a Dunamenti Svábok Találkozójára, 1995-ben pedig a gyermek tánccsoport vendégeskedett Millwaukee-ban. 1996-ban a táncegyüttes brazíliai turnén járt, 2000-ben pedig Ausztráliában szerepelt.
1999 novemberében az Országos Német Nemzetiségi Néptáncfesztivál döntőjén a zsűri arany oklevéllel jutalmazta az együttes szereplését, valamint posztumusz díjban részesítette Hidas Györgyöt.
2004-ben ünnepelte az együttes 50. születésnapját. Wenczl József az együttes vezetője és koreográfusa megkapta a Pest Megye Művészetéért Díjat, a következő évben pedig a Landesrattól „A magyarországi német tánckultúráért” díjat.
2007 óta rendezi meg az együttes a Pilisvörösvári Napok keretében a Schwabenfest elnevezésű kulturális fesztivált, amelyen a magyarországi német nemzetiségi táncegyüttesek színe-java vendégszerepelt már.

## A közelmúlt

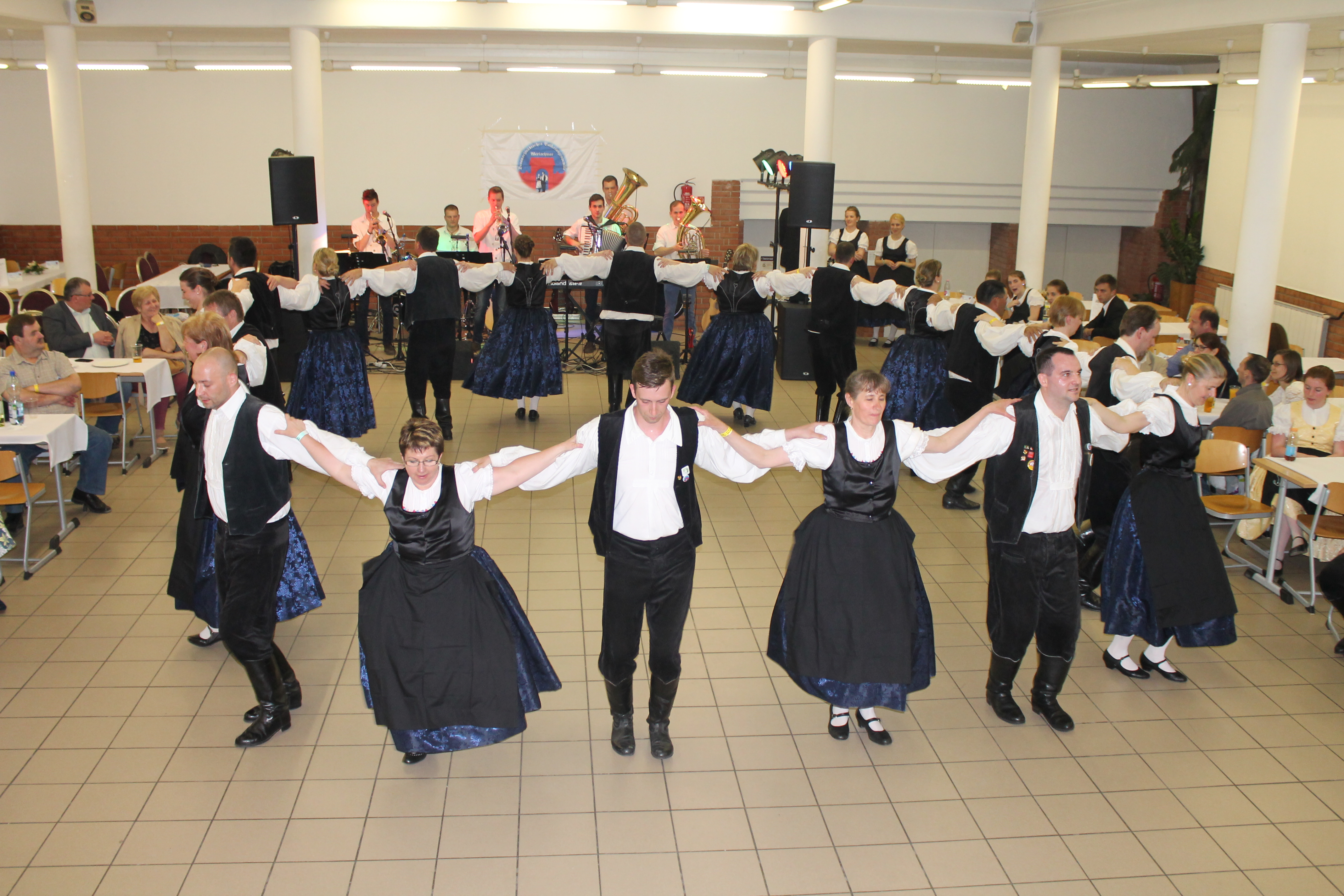
A táncegyüttes bálja a gimnázium aulájában 2015-ben

2006-ig az együttes a kultúrház keretében működött. 2006. október 30-tól kezdve közhasznú egyesületté alakult, melynek elnöke Breier Anita, tiszteletbeli elnöke és művészeti vezetője Wenczl József lett. Az egyesület hivatalos neve: Pilisvörösvári Német Nemzetiségi Táncegyüttes Közhasznú Egyesület.
2014-ben ünnepelte a Pilisvörösvári Német Nemzetiségi Táncegyüttes fennállásának 60. évfordulóját. Az egyesület az évfordulóra jubileumi évkönyvet jelentetett meg. 
A 60. évforduló kétnapos nagyszabású rendezvényét követő napon, október 26-án tragikus hirtelenséggel elhunyt Wenczl József koreográfus, művészeti vezető, az együttes történetének legmeghatározóbb személyisége, a magyarországi német nemzetiségi kultúra kiemelkedő alakja. Temetésén sok száz tisztelője búcsúzott tőle. 2015-ben az egyesület emlékkönyvet adott ki, amelyben ismertetik Wenczl József életútját, koreográfiát, méltatják érdemeit a hagyományőrzés és a német identitástudat erősítése terén. Az emlékkönyvben számos kegyeletteljes, visszaemlékező írást találhatunk barátaitól, tanítványaitól, tisztelőitől.
2017. október 15-én civil kezdeményezésre emléktáblát avattak tiszteletére egykori munkahelyének, a Kultúrháznak (ma Művészetek Háza) bejáratánál. Az emléktábla bronz domborművét Bajnok Béla szobrászművész készítette.